# 毛轴野古草
毛轴野古草（学名：Arundinella pilaxilis）是禾本科野古草属的植物，为中国的特有植物。分布于中国大陆的云南西部等地，生长于海拔800米至1,800米的地区，一般生于路边、山坡和田边，目前尚未由人工引种栽培。